# Comuna Sloboda-Earîșivska, Moghilău
Sloboda-Earîșivska (în ucraineană Слобода-Яришівська) este o comună în raionul Moghilău, regiunea Vinnița, Ucraina, formată din satele Iastrubna și Sloboda-Earîșivska (reședința).

## Demografie
Componența lingvistică a satului Sloboda-Earîșivska
     Ucraineană (98,37%)
     Rusă (1,38%)
     Alte limbi (0,13%)
Conform recensământului din 2001, majoritatea populației satului Sloboda-Earîșivska era vorbitoare de ucraineană (98,37%), existând în minoritate și vorbitori de rusă (1,38%).